# 高雄要塞
高雄要塞（たかおようさい）とは、台湾の高雄防備のため設置された大日本帝国陸軍の要塞である。太平洋戦争末期に独立混成第100旅団へ改称した。

## 概要
高雄は基隆、澎湖諸島と共に台湾防衛上の要地であった。日本海軍の兵站・燃料・給水の基地でもあり、その防備のため要塞が築造された。
1937年（昭和12年）8月、高雄要塞司令部が設置され、要塞工事が着手された。この工事は台湾軍が実施し、陸軍築城部から将校1名、技手1名が指導援助者として派遣された。
1941年（昭和16年）9月に高雄要塞臨時編成令により戦備に入り、11月に本戦備が発令された。1944年（昭和19年）の台湾沖航空戦に伴う空襲では高射部隊が迎撃戦闘を行ったが、高雄港内では多数の船舶が撃沈されてしまい、要塞も損害を被った。1945年（昭和20年）1月にもアメリカ海軍第38任務部隊の空襲を受け、碇泊中の艦船が壊滅的打撃を受けた。
1945年2月、沈没船による航行障害や港湾設備の損傷で高雄港が事実上使用不能となったことなどから、野戦部隊である独立混成第100旅団への改称が発令された。3月に高雄要塞司令部は独立混成第100旅団司令部（通称号：盤石第2111部隊）に改称され、要塞司令官の村田定雄少将がそのまま旅団長になった。主要な隷下部隊は要塞砲兵改編の重砲兵第16連隊のほか、従前から要塞の指揮下にあった独立混成第30連隊（通称号：盤石第12870部隊、連隊長：於保佐吉大佐）と第51警備大隊（大隊長：久我豊三）であった。旅団は第12師団の指揮下に入り、一時は第40軍の指揮下に移りながら防備強化に努め、終戦を迎えた。

## 高雄臨時要塞
- 高雄港防備のために、戦時には臨時要塞 設置の計画があった。
- 対米戦争時に、台湾･沖縄･奄美大島は、比島攻撃部隊の艦隊戦団の遠征部隊の前線根拠地･泊地と考えられており、高雄はその内の重要な一つであり、防備の最前線でもあった。
- 陸軍兵器本廠の作成した「昭和11年度要塞所要 (増加配属）兵器整備計画二関スル報告」によれば、

1. 父島･奄美大島が要塞所要兵器
2. 厚岸･宗谷･室蘭･中城湾･船浮･高雄が臨時要塞所要兵器
3. 東京湾･由良･豊予･下関･佐世保･対馬･長崎･壱岐･舞鶴･津軽･永興湾･鎮海湾･旅順･基隆･影湖島が要塞増加配属兵器[3]

　　とランクを分け、配備計画したい大砲等の種類や砲弾の量・各地までの所要日数を報告している。
　　具体的な砲台の設置場所などの基本的性格は既成であったことが窺える。

## 要塞建設
- 1937年（昭和12年）7月に、盧溝橋事件が発端となり日中戦争が勃発すると、
  - 中国本土からの対空襲防備が緊急課題となる。
  - 高雄港は、大陸への軍需運輸の拠点の一つとなる。
- 高雄港は、従来の対米戦備と対中国戦備の共通重要拠点であることであるから、要塞建設を行うこととなる。

## 年譜
- 1936年（昭和11年）
  - 8月：要塞地帯法設定
- 1937年（昭和12年）
  - 8月14日：高雄要塞司令部設置。要塞工事開始。（三等要塞）
  - 12月3日：高雄要塞司令部は高雄州高雄市寿町一番地に移転。同日より事務を開始。
- 1939年（昭和14年）8月：二等要塞に昇級。
- 1940年（昭和15年）8月：年度陸軍動員計画令細則、増加兵器交付命令。[注釈 1]
- 1941年（昭和16年）
  - 9月
    - 　　：高雄要塞 臨時編成令。
    - 10日：高雄要塞重砲兵連隊（台湾第4522部隊）

  - 11月21日：本戦備下令。
  - 12月8日：太平洋戦争 開戦。
- 1942年（昭和17年）12月：一等要塞に昇級。
- 1944年（昭和19年）10月：台湾空襲により、高雄港のほとんどの船が沈没。高雄要塞施設も被害を受ける。
- 1945年（昭和20年）
  - 2月：独立混成第100旅団に改称発令。
  - 3月：要塞廃止。

## 主要な施設
- 寿山高射砲台[4]
- 半屏山高射砲台[4]

※その他不明
装備
二十八糎榴弾砲、四五式十五糎加農砲、三八式十糎加農砲、三八式十二糎榴弾砲、三八式野砲
※その他不明

## 歴代司令官
- 高品彪 歩兵大佐（25期）：1937年8月2日 -
- 林義秀 歩兵大佐（26期）：1938年7月15日 -
- 小倉尚 少将（25期）：1939年8月1日 -
- 桂朝彦 歩兵大佐（21期）：1940年10月22日 -
- 新妻雄  予備役少将（25期）：1941年12月19日 -
- 北島驥子雄 予備役中将（20期）：1944年4月6日 -
- （兼）村田定雄 少将：1945年2月20日 - 1945年3月（3月以降は独立混成第100旅団長）

## 高雄要塞重砲兵連隊
高雄要塞重砲兵連隊は、高雄要塞の主戦力として1941年9月10日に編成下令された。通称号は台湾第4522部隊である。備砲の一部には、要塞砲としては比較的新型の四五式十五糎加農砲を有していた。その他、十一年式七糎加農砲4門以上などが配備されており、1944年4月には鹵獲15cm加農砲4門が増加配備された。
1945年2月17日、高雄港の機能停止により要塞の意義が失われたこと、連合国軍の上陸が近いと予想されたことなどから、野戦的性格のある重砲兵第16連隊（通称号：磐石第4522部隊）に改称した。他の要塞部隊とともに独立混成第100旅団に編合され、高雄地区の沿岸防備を整えつつ終戦を迎えた。なお、改称時には連隊長が欠員で、重砲兵第16連隊となってから村田定雄連隊長が着任した。